# Université Aberta
 (janvier 2019).
Si vous disposez d'ouvrages ou d'articles de référence ou si vous connaissez des sites web de qualité traitant du thème abordé ici, merci de compléter l'article en donnant les références utiles à sa vérifiabilité et en les liant à la section « Notes et références ».
L'Université Aberta (UAb) (en portugais : Universidade Aberta) est une université publique d'enseignement à distance au Portugal. Fondée en 1988 à Lisbonne, l'UAb propose des programmes d’enseignement supérieur. 
L'université est devenue une institution de référence européenne dans le domaine de l'e-learning grâce à la reconnaissance de son modèle pédagogique virtuel exclusif.

## Histoire
Depuis 2008, tous les programmes sont enseignés en e-learning.
En 2010, l'UAb a reçu le prix EFQUEL de la Fondation européenne pour la qualité de l'apprentissage en ligne et a aussi reçu le label de qualité UNIQUe.
En 2016, l'engagement de l'UAb en matière de qualité d'enseignement a été reconnu par l'EFQM qui a distingué l'université par 4 étoiles d'excellence.
Le 29 novembre 2018, elle a reçu le titre de membre honoraire de l'Ordre du Mérite.

## Galerie

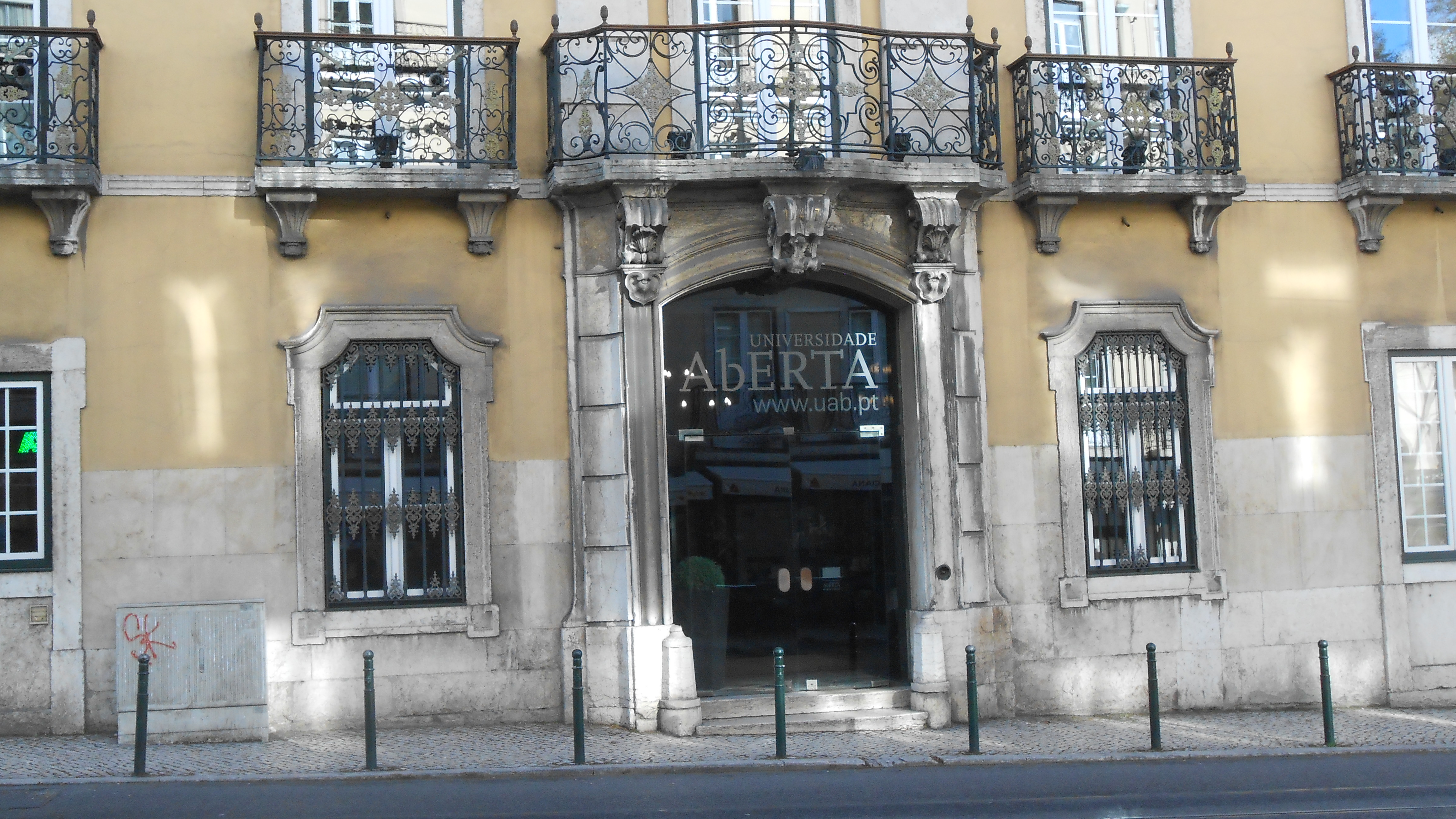
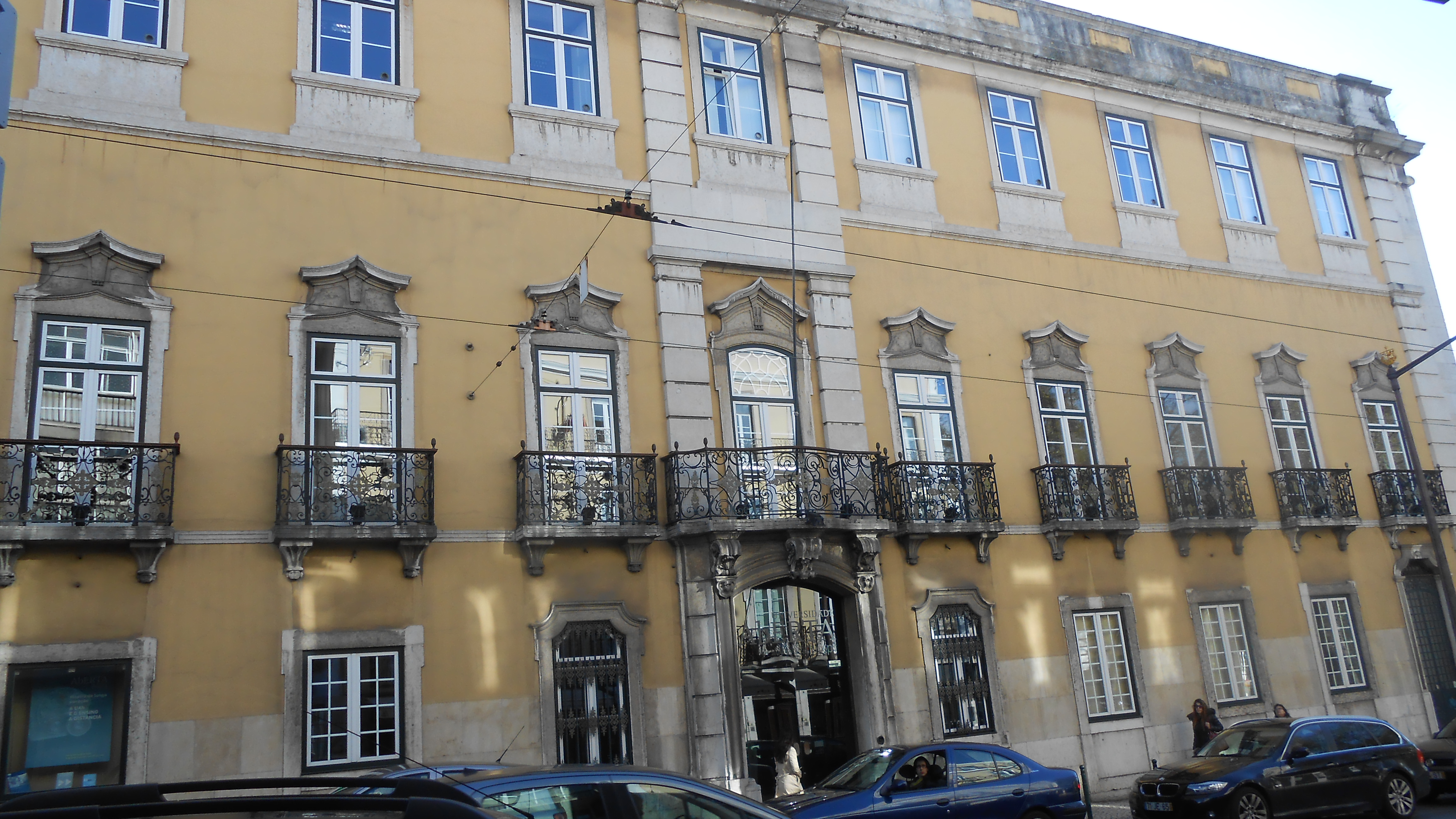